# Claude Bazin de Bezons

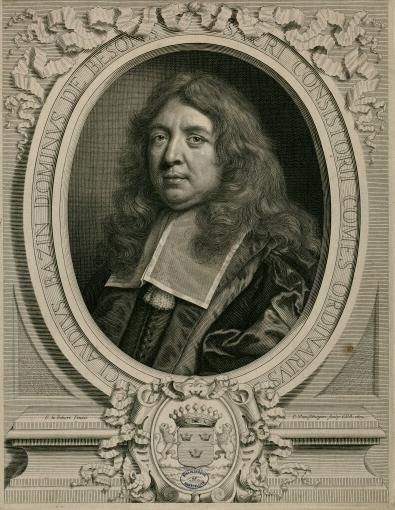
Claude Bazin de Bezons

Claude Bazin de Bezons (* 1617 in Paris; † 20. März 1684) war ein französischer Rechtsanwalt und Politiker.
Bazin de Bezons stammte aus einer Familie, welche erst 1611 durch den französischen König Ludwig XIII. in den Adelsstand erhoben worden war. Mit dem Ritterschlag war auch die Überlassung der Herrschaft Bezons (Île-de-France) verbunden.
Ungesichert ist, ob Bazin de Bezons jemals Mitglied des Grand Conseils war. Sicher ist dafür aber, dass er 1643 von der Académie française als Nachfolger des zum Protektor der Akademie aufgestiegenen Politikers Pierre Séguier in ihre Reihen aufgenommen wurde (Fauteuil 1). Ihm selbst folgte nach seinem Tod 1684 der Schriftsteller Nicolas Boileau nach.
Maßgeblich war Bazin de Bezons an der Erneuerung und Umstrukturierung der Universitäten Montpellier und Toulouse beteiligt.
In Paris heiratete Bazin de Bezons und hatte mehrere Kinder. Seine Tochter Suzanne heiratete später den Intendanten Louis LeBlanc. Sein Sohn Louis wurde später als Rechtsanwalt sein Nachfolger und seinen Sohn Armand weihte man später zum Erzbischof von Rouen. Weitere Söhne waren Jacques, ein späterer Marschall von Frankreich und Omer, ein späteres Mitglied des Malteserordens.